# Isabel Gabbe
Isabel Gabbe (* 1973 in München) ist eine deutsch-französische Pianistin. Sie ist Professorin für Klavier und Klavierdidaktik an der Universität Mozarteum (Department Innsbruck).

## Künstlerische Entwicklung
Gabbe erhielt ihre Ausbildung bei Hans Leygraf in Salzburg und Berlin. Sie lehrte als Dozentin für Klavier und Klavierdidaktik an der Folkwang Universität der Künste in Essen. 2016 erhielt Isabel Gabbe den Ruf an die Universität Mozarteum als Professorin für Klavier und Klavierdidaktik. 
Künstlerische Anregungen erhielt sie von John Perry, Georgy Sebok, Klaus Schilde, Peter Frankle, Karl-Heinz Kämmerling, Paul Badura-Skoda und Rainer Becker.
In Kammermusikkursen arbeitete sie mit Gerhard Schulz (Alban-Berg-Quartett), David Finckel (Emerson String Quartett), Zara Neslova, Eberhardt Feltz, Wolfram Rieger und Dietrich Fischer-Dieskau. Gabbe konzertierte als Solistin und Partnerin von Mitgliedern des Philharmonischen Orchesters Berlin, der Staatskapelle Berlin und dem Vogler-Quartett in Deutschland, Frankreich, Belgien, Italien, Österreich, Brasilien und den USA. Im Oktober 2014 trat sie mit der deutschen Nachwuchsgeigerin Judith Stapf in Bonn auf.
Bei Deutschlandradio Berlin, dem Sender Freies Berlin, WDR, France 2 und Radio Bremen hat sie bereits zahlreiche Rundfunk- und Fernsehaufnahmen eingespielt. Ihre Debüt-CD erschien 2006 mit Suiten von Debussy, Ravel, Bach und Albéniz.